# 科里爾縣 (德克薩斯州)
科里爾縣（英語：Coryell County）位美國德克薩斯州中部的一個縣。面積2,737平方公里。根据美國2000年人口普查，共有人口74,978人。縣治蓋茨維爾（Gatesville）。
成立於1854年2月4日，縣政府成立於3月11日。縣名紀念在開發銀礦時被印地安人殺害的拓荒者詹姆斯·科里爾。